# Premierzy Południowej Afryki

## Lista premierówPołudniowej Afryki
| Osoba | Osoba   | Osoba                                   | Kadencja            | Kadencja            | Partia polityczna                                                                    |
| #     | Portret | Imię i nazwisko                         | Od                  | Do                  | Partia polityczna                                                                    |
| ----- | ------- | --------------------------------------- | ------------------- | ------------------- | ------------------------------------------------------------------------------------ |
| 1     |         | Louis Botha (1862–1919)                 | 31 maja 1910        | 27 sierpnia 1919    | Partia Południowoafrykańska                                                          |
| 2     |         | Jan Smuts (1870–1950)                   | 3 września 1919     | 30 czerwca 1924     | Partia Południowoafrykańska                                                          |
|       |         | Barry Hertzog (1866–1942)               | 30 czerwca 1924     | 5 września 1939     | Partia Narodowa (do 1934) Zjednoczona Południowoafrykańska Partia Narodowa (od 1934) |
| 3     |         | Barry Hertzog (1866–1942)               | 30 czerwca 1924     | 5 września 1939     | Partia Narodowa (do 1934) Zjednoczona Południowoafrykańska Partia Narodowa (od 1934) |
|       |         | Barry Hertzog (1866–1942)               | 30 czerwca 1924     | 5 września 1939     | Partia Narodowa (do 1934) Zjednoczona Południowoafrykańska Partia Narodowa (od 1934) |
| (2)   |         | Jan Smuts (1870–1950)                   | 5 września 1939     | 4 czerwca 1948      | Zjednoczona Południowoafrykańska Partia Narodowa                                     |
| 4     |         | Daniel F. Malan (1874–1959)             | 4 czerwca 1948      | 30 listopada 1954   | Partia Narodowa                                                                      |
| 5     |         | Johannes Gerhardus Strijdom (1893–1958) | 30 listopada 1954   | 24 sierpnia 1958    | Partia Narodowa                                                                      |
| 6     |         | Hendrik Frensch Verwoerd (1901–1966)    | 2 września 1958     | 6 września 1966     | Partia Narodowa                                                                      |
| 7     |         | Balthazar Johannes Vorster (1915–1983)  | 13 września 1966    | 2 października 1978 | Partia Narodowa                                                                      |
| 8     |         | Pieter Willem Botha (1916–2006)         | 9 października 1978 | 14 września 1984    | Partia Narodowa                                                                      |